# Râul Bacea
Râul Bacea este un curs de apă, afluent al râului Câinele (Rarița). 